# Budapest Challenger 2 2005
Il Budapest Challenger 2 2005 è stato un torneo di tennis facente parte della categoria ATP Challenger Series nell'ambito dell'ATP Challenger Series 2005. Il torneo si è giocato a Budapest in Ungheria dal 12 al 18 settembre 2005 su campi in terra rossa.

## Vincitori

### Singolare
Boris Pašanski ha battuto in finale  Vasilīs Mazarakīs con il punteggio di 4–6, 6–3, 6–0

### Doppio
Leonardo Azzaro /  Sergio Roitman hanno battuto in finale  Philipp Petzschner /  Lars Übel con il punteggio di 6–3, 5–7, 6–3